# Cyclodorippidae
Cyclodorippidae is een familie van kreeftachtigen uit de klasse van de Malacostraca (hogere kreeftachtigen).

## Onderfamilies
- Cyclodorippinae Ortmann, 1892
- Xeinostomatinae Tavares, 1992